# Renee Cox
Renee Cox (nascida em 16 de outubro de 1960) é uma artista, fotógrafa, palestrante, ativista política e curadora jamaicana-americana. Seu trabalho é considerado parte do movimento artístico feminista nos Estados Unidos. Entre as suas obras provocativas mais conhecidas estão Queen Nanny of the Maroons, Raje e Yo Mama's Last Supper, que exemplificam a sua política feminista negra. Além disso, seu trabalho provocou conversas nas interseções entre trabalho cultural, ativismo, gênero e estudos africanos. Como especialista em retratos digitais e em filme, Cox usa luz, forma, tecnologia digital e seu próprio estilo para capturar as identidades e a beleza de seus modelos e de si mesma.